# Ninh Sơn
Ninh Sơn là một xã thuộc tỉnh Khánh Hòa, Việt Nam.

## Lịch sử
Ngày 16 tháng 6 năm 2025, Ủy ban Thường vụ Quốc hội ban hành Nghị quyết số 1667/NQ-UBTVQH15 về việc sắp xếp các đơn vị hành chính cấp xã của tỉnh Khánh Hòa năm 2025 (nghị quyết có hiệu lực từ ngày 16 tháng 6 năm 2025). Theo đó, hợp nhất thị trấn Tân Sơn và xã Quảng Sơn thành xã Ninh Sơn.

## Địa lý
Xã Ninh Sơn có ranh giới với các xã:
- Phía Bắc giáp xã Lâm Sơn
- Phía Nam giáp xã Anh Dũng
- Phía Đông giáp các xã Mỹ Sơn và Bác Ái
- Phía Tây giáp tỉnh Lâm Đồng

Xã có diện tích 99,33 km², dân số năm 2025 là 32.003 người, mật độ dân số đạt 322 người/km².